# Мишоксия колокольчатая
Мишо́ксия колоко́льчатая (лат. Michauxia campanuloides) — типовой вид рода Мишоксия (Michauxia) семейства Колокольчиковые (Campanulaceae).

## Ботаническое описание

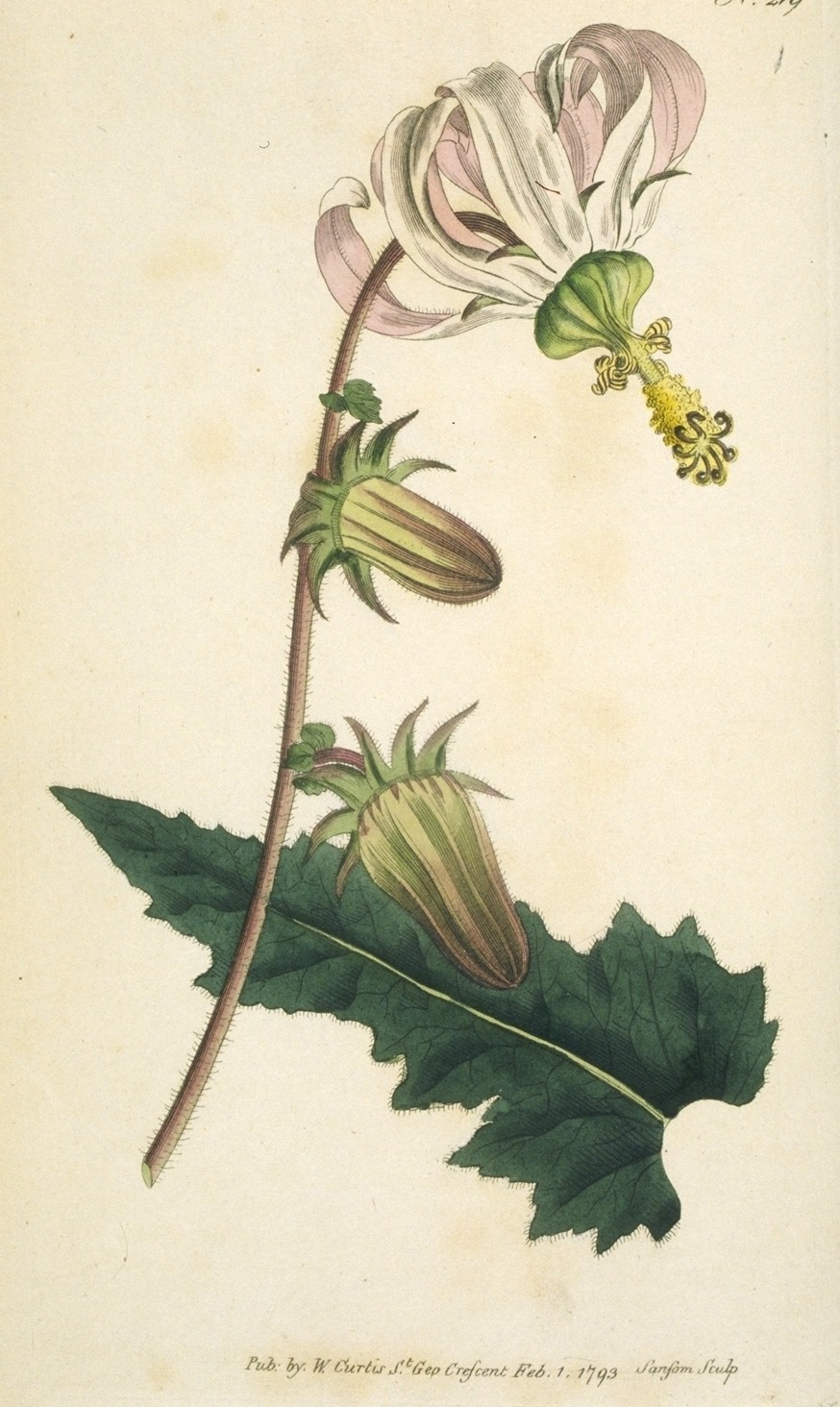
Ботаническая иллюстрация из The Botanical Magazine, 1793

Двулетнее или многолетнее травянистое растение высотой от 1 до 1,5 (редко до 2) м. Прикорневые и нижние стеблевые листья зубчатые, опушённые. Стебель прямой, крепкий.
Цветки собраны в кисть или гроздь. Венчик диаметром 8 см. Он почти до основания разделён на 8—10 лентовидных, отогнутых кзади лепестков 1 см шириной и 2,5—4 см длиной, белого цвета, сверху чуть пурпурные. В чашечке между чашелистиками имеются особые придатки. Столбик 2—4 см длиной.
Цветение с июля по август.

## Распространение и местообитание
Мишоксия колокольчатая произрастает в южной и центральной Турции, западной Сирии и Израиле в каменистых местах на высоте от 10 до 1700 м.

## Хозяйственное значение и применение
Мишоксия колокольчатая изредка используется как декоративное растение для бордюров и каменистых садов. В культуре с 1787 года.

## Синонимика
- Campanula lyrifolia Salisb.
- Michauxia nova J.F.Gmel., nom. inval.
- Michauxia strigosa Pers., nom. illeg.
- Mindium campanuloides (L'Hér.) Rech.f. & Schiman-Czeika
- Mindium isauricum Contandr., Quézel & Pamukç
- Mindium rhazis Juss., nom. illeg.
- Mindium spicatum J.F.Gmel.[1]